# Harmen Steenwijck
Pour les articles homonymes, voir Steenwijck.

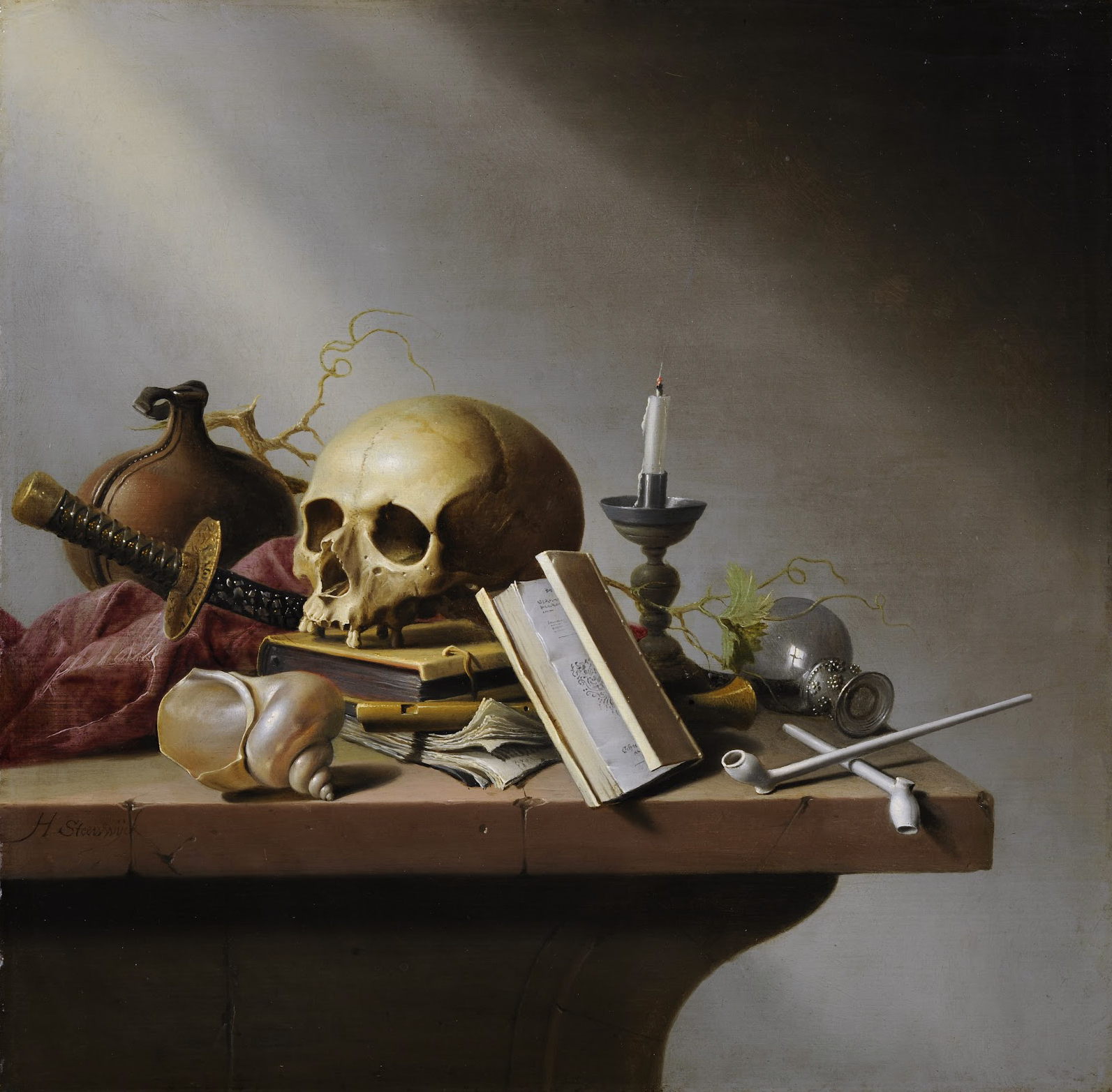
Vanitas, Harmen Steenwijck, 1640.

Harmen Steenwijck ou Harmen (van) Steenwyck, (vers 1612, Delft - après 1656, Leyde) est un peintre néerlandais du siècle d'or. Il est connu pour ses peintures de natures mortes et de vanités.

## Biographie
Harmen Steenwijck est né vers 1612 à Delft aux Pays-Bas. Son père Evert Steenwijck l'envoie étudier la peinture chez son oncle David Bailly à Leyde. Il est le frère de Pieter Steenwijck, qui est également peintre de natures mortes. Il demeure peintre actif à Leyde de 1628 à 1633. Il retourne dans sa ville natale de 1633 à 1656. En 1654-1655, il entreprend un voyage vers les Indes orientales néerlandaises. Il est connu pour son œuvre Une allégorie des vanités de la vie humaine visible au musée National Gallery à Londres.

## Œuvres
- Une allégorie des vanités de la vie humaine[2], National Gallery, Londres
- Vanité, entre 1630 et 1656, Collection Musée national des beaux-arts du Québec[3]